# Conus trigonus
Espèce
Statut de conservation UICN

 LC  : Préoccupation mineure
Conus trigonus est une espèce de mollusques gastéropodes marins appartenant à la famille des Conidae.

## Répartition
Océan Indien et ouest de l’océan Pacifique.

## Description
- Longueur : 9 cm.